# Ehrenfried Walther von Tschirnhaus

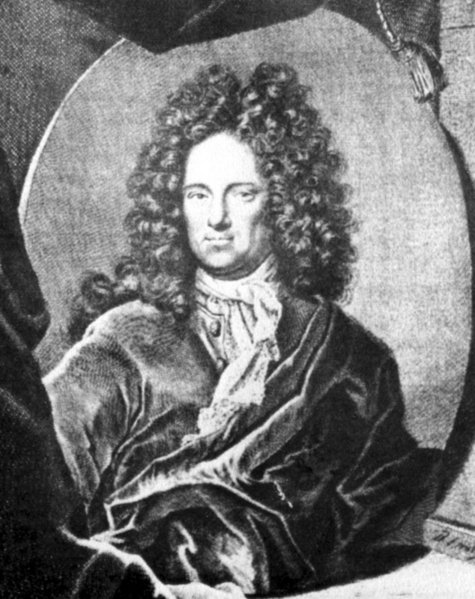
Ehrenfried Walther von Tschirnhaus

Ehrenfried Walther von Tschirnhaus (Kieslingswalde (vlak bij Görlitz), 10 april 1651 - Dresden, 11 oktober 1708) was een Saksische natuurkundige, chemicus, didacticus, wiskundige, mineraloog, filosoof, technicus en vulkanoloog in het begin van de Verlichting.

## Biografie

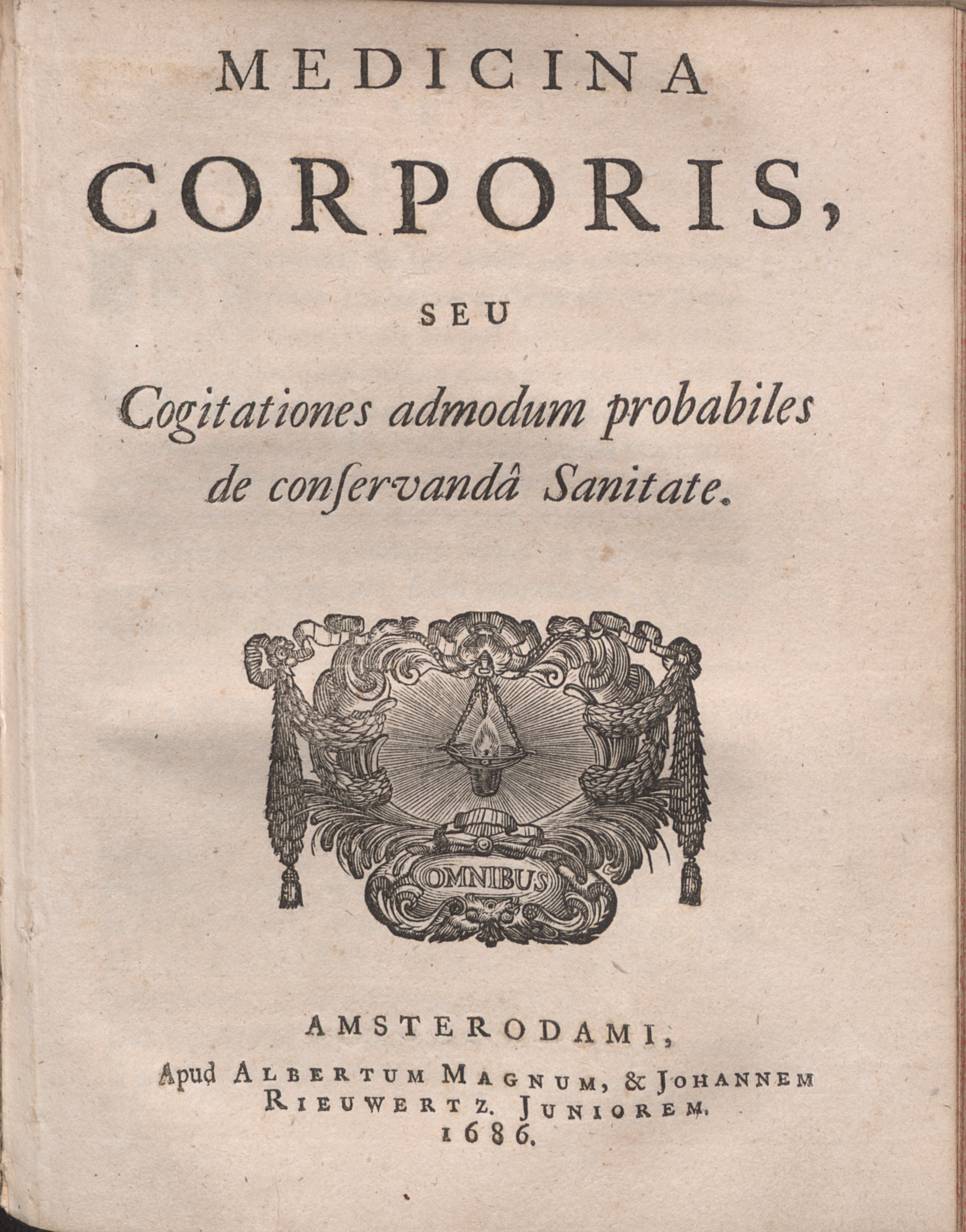
Medicina corporis, 1686

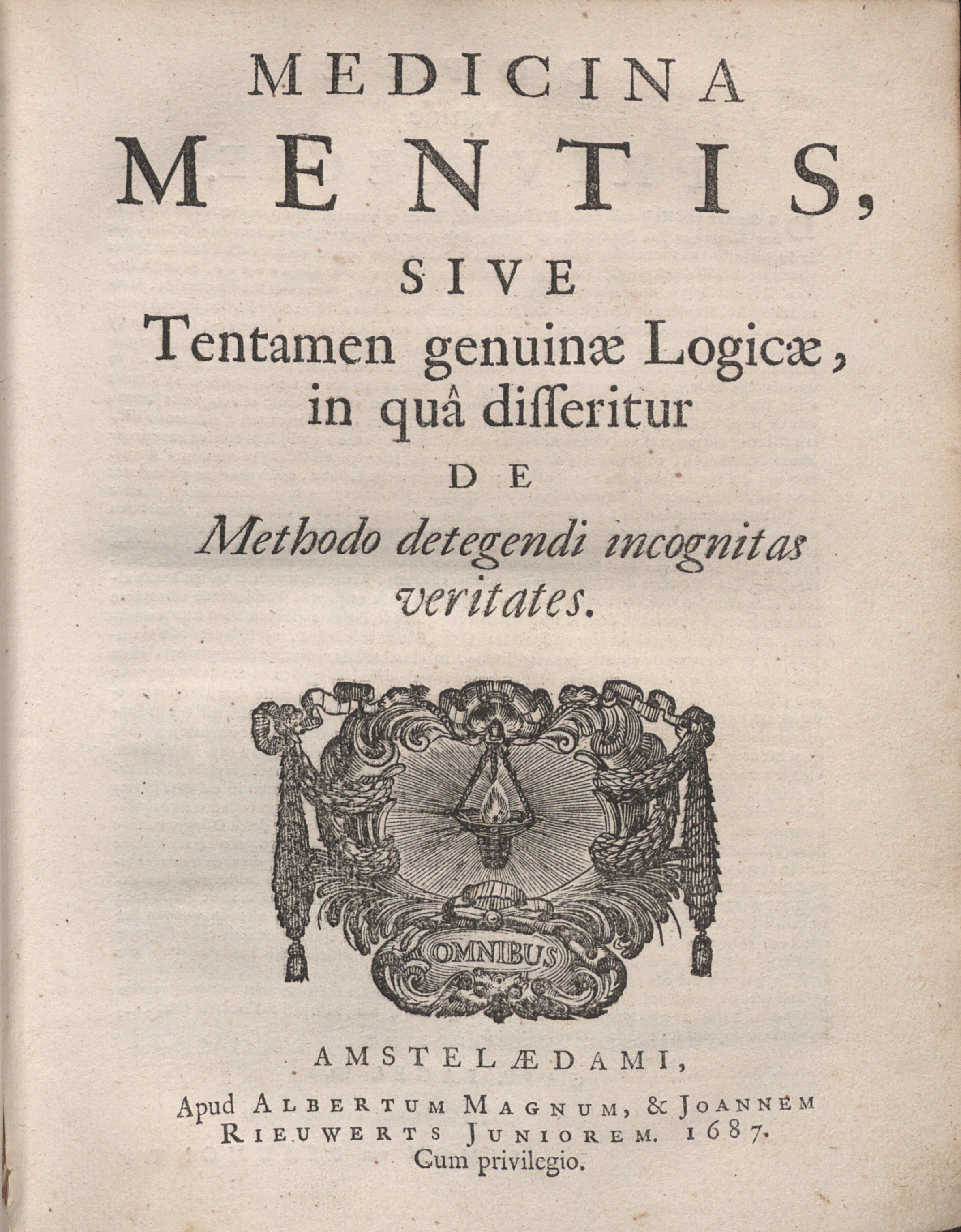
Medicina mentis, 1687

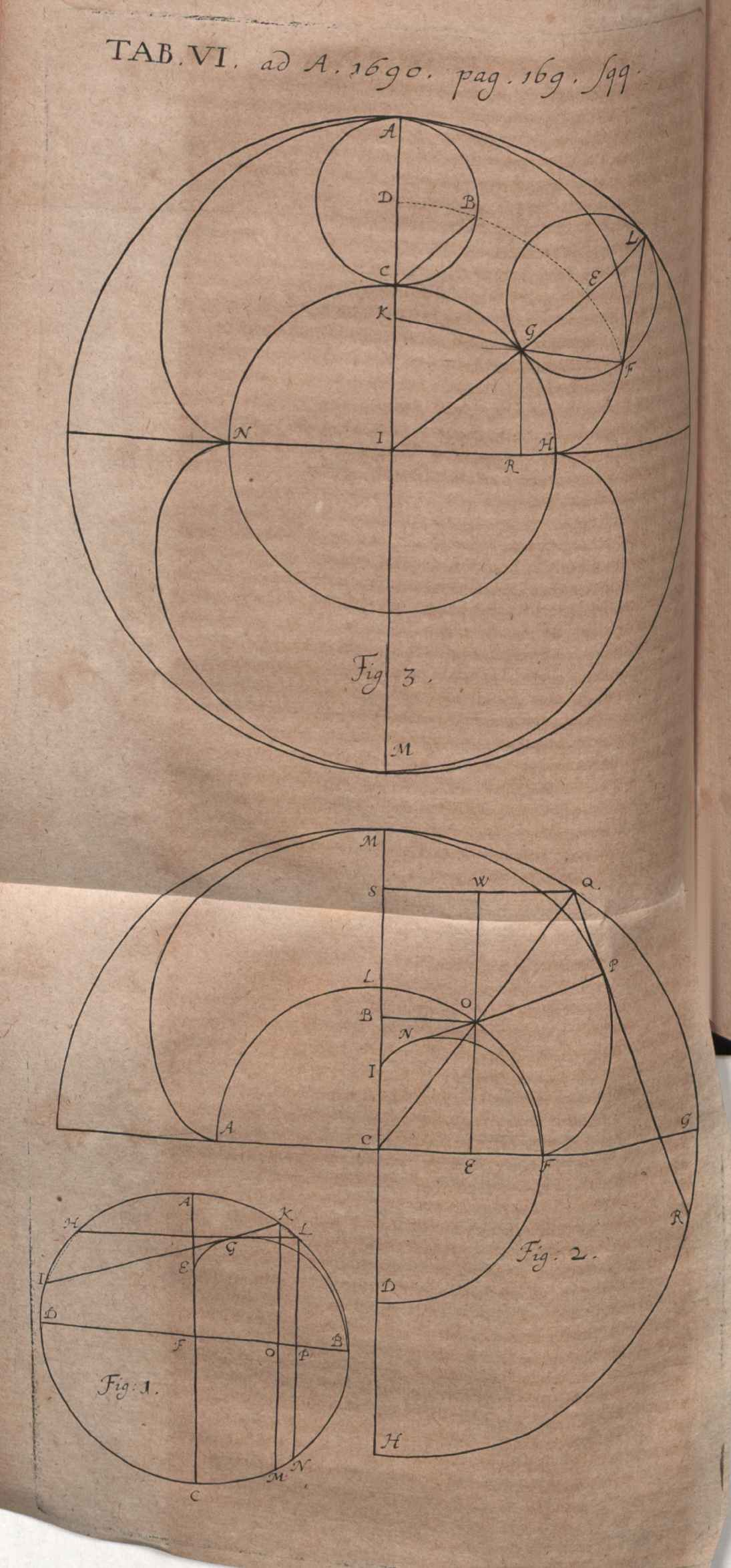
Acta Eruditorum, 1690

Von Tschirnhaus is geboren in de omgeving van Görlitz, nu een stad aan de grens met Polen. Op het gymnasium blijkt al zijn interesse in wiskunde. In 1668 begint hij aan zijn studie Rechten aan de Universiteit van Leiden. In 1672 trad hij dienst in van het Staatse leger van de Republiek.
Na zijn studie reist hij door Europa en bezoekt zes keer België, vier keer Frankrijk, een keer Engeland, Italië en Malta in twaalf jaar tijd. Hij zoekt contact met de grote geleerden van zijn tijd, zoals Leibniz, Huygens en Spinoza.
In 1674 begint hij een correspondentie met Spinoza, de filosoof en lenzenslijper. Jonathan Israel stelt dat de discussies tussen Tschirnhaus en Spinoza over de vrije wil, de motivatie van de mens, Descartes’ wetten van de beweging en andere vraagstukken duidelijk de meest stimulerende waren in de laatste fase van Spinoza’s leven. In 1675 reist hij naar Londen en ontmoet Robert Boyle. Bij een bezoek aan de Deense geoloog en anatoom in Florence probeert Steno hem over te halen katholiek te worden. In 1679 vestigt hij zich in zijn geboorteplaats op zijn landgoed.
In 1682 wordt hij benoemd als lid van de Franse Academie van Wetenschappen in Parijs als specialist op het gebied van spiegels, ovens en brandglazen. In 1686 publiceert hij Medicina Corporis in Amsterdam, in 1687 Medicina mentis, zijn belangrijkste filosofische werk, waarin hij verlangt naar een rationele, in de grond wiskundige grondlegging en verklaring van alle feiten der fysica (de "goddelijke" onder de wetenschappen). Het werk verscheen in 1687 in het Nederlands in een vertaling van A. Block onder de titel Geneesmiddel der Ziele. Geneesmiddel des Lichams, vermeerderd met een voorwoord van de auteur en de vertaler. Von Tschirnhaus was een voorloper van Christian Wolff.
In 1692 komt hij in dienst van Johan George IV van Saksen. In 1696 trad hij in dienst bij August de Sterke om nieuwe industrie te ontwikkelen. Von Tschirnhaus gaat op zoek naar kostbare metalen, die voorkomen in Saksen. In 1693 spreekt hij al over zijn experimenten met de fabricage van porselein. In 1701 is hij op studiereis naar Delft en Saint-Cloud. Het jaar daarop ontmoet hij Johann Friedrich Böttger met wie hij het geheim van de samenstelling en de productie van het Chinese porselein ontrafelt. In die tijd ging men ervan uit dat de helderheid van porselein op de een of andere manier met glas te maken moest hebben. Tschirnhaus had een methode ontwikkeld waarbij hij, met enorme brandglazen, klei met glas probeerde te versmelten. Na de dood van Von Tschirnhausen claimde Böttger op 15 januari 1709 de uitvinding van het porselein.

## De wiskundige
De Methode van Tschirnhaus, waarmee hij in staat was om tussenresultaten (termen) te verwijderen uit een gegeven algebraïsche vergelijking, werd in 1683 in het wetenschappelijke tijdschrift Acta Eruditorum gepubliceerd.

## De filosoof
Vrijwel het enige filosofische werk dat Von Tschirnhaus publiceerde was zijn Medicina Mentis. Het is een van de meest radicale rationalistische filosofische werken en blijkt sterk beïnvloed door onder meer het denken van Spinoza en Leibniz. Sommige tijdgenoten dachten zelfs bij het verschijnen (het werk verscheen namelijk eerst anoniem), dat het geschreven was door Spinoza.
In het werk vat Von Tschirnhaus de filosofie op als een ars inveniendi (een uitvindingskunst): hij probeert een methode te ontwikkelen om onbekende waarheden op systematische wijze te verwerven. Als zodanig is het een zeer praktische filosofie, die er niet zozeer op gericht is een alomvattende theorie van de werkelijkheid te presenteren, maar een werkwijze om het verstand op doelgerichte wijze te ontwikkelen. Daartoe onderzoekt en systematiseert hij allerlei filosofische kwesties, uit onder meer de logica, de kentheorie en de ontologie. Hij is van mening dat de wiskundige methode als voorbeeld moet dienen voor de filosofie.